# Agropyropsis
Agropyropsis  (Batt.& Trab.)A.Camus é um género botânico pertencente à família Poaceae, subfamília Pooideae, tribo Hainardieae.
São plantas nativas da África.

## Espécies
Apresenta apenas duas espécies:
- Agropyropsis gracilis (Balansa ex Coss. & Durieu) A. Camus
- Agropyropsis lolium (Balansa ex Coss. & Durieu) A. Camus